# 南苏里高省
南苏里高省，菲律賓華人称南樹里爻省或南殊里肴省，是菲律宾南部一省，属于卡拉加区。该省位于棉兰老岛的东北部组成，与北阿古桑省、北苏里高省、南阿古桑省和东达沃省相邻，面积4925.2平方公里，人口592250人（2015年）。丹轆市（Tandag City，丹达市）为該省的首府。